# Kachetibergen
Kachetibergen (georgiska: კახეთის ქედი, Kachetis kedi) är en bergskedja i Georgien. Den ligger i den nordöstra delen av landet, i regionen Kachetien, och är en del av Stora Kaukasus.